# کوگار
کوگار (به لاتین: Kunggar) یک شهرک در جمهوری خلق چین است که در شهرستان مایژوکونگار واقع شده‌است.